# 1782 Schneller
1782 Schneller је астероид главног астероидног појаса са средњом удаљеношћу од Сунца која износи 3,113 астрономских јединица (АЈ).
Апсолутна магнитуда астероида је 11,3.